# 能登中島站
能登中島站（日语：／ Noto-Nakajima eki */?）是位於石川縣七尾市中島町濱田，能登鐵道的七尾線車站。
車站愛稱為「演劇浪漫站」（日语：／）。車站愛稱取自附近的能登演劇堂。

## 概要
此站是七尾市中島地區的中心車站。主要客群是前往七尾站方向的通勤、上學客。另外，於晚上8時時段設有於此站折返往七尾的列車班次。
車站大樓旁保存了郵車（OYu10，2565）。曾經該車輛停泊在車站東邊的3號月台，現時遷移至車站大樓旁的舊貨物專用側線。該郵車曾經停泊在能登線的甲站，隨著能登線廢止而遷移至此站。
在2015年（平成27年）4月29日起，當「能登里山里海號」行走時，列車會在能登中島站停靠10至15分鐘，讓乘客前往上述的郵車參觀。另外，平日部分時段也可參觀。
此站是簡易委託車站，早上和黃昏後，以及星期六及假日整日沒有職員當值。在事務室靠近穴水一方於2017年進行改裝，變成了販賣當地蔬菜和土產的商店「車站Marche」。在2019年，負責經營的公司變為「株式會社川天」，店名改為「車站Marche 萬達拉蘇」，該處增設販賣輕食。

## 歷史
- 1928年（昭和3年）10月31日 - 鐵道省（後來的日本國有鐵道）七尾線 和倉站（現時：和倉溫泉站）至此站之間開通，此站啟用[1][2][11][12]。當時為旅客和貨運車站。
- 1932年（昭和7年）8月27日 - 七尾線 此站至穴水站之間開通[2][11][12][13]。成為中途站。
- 1971年（昭和46年）11月15日 - 結束貨運業務。
- 1972年（昭和47年）3月15日 - 成為簡易委託車站。
- 1987年（昭和62年）4月1日 - 伴隨國鐵分割民營化，車站由西日本旅客鐵道（JR西日本）營運[13]。
- 1991年（平成3年）9月1日 - 七尾線部分區間由能登鐵道繼承，成為能登鐵道的車站[2][14]。
- 2004年（平成16年）11月17日 - 從甲站保存的郵車（OYu10）遷移至站內。

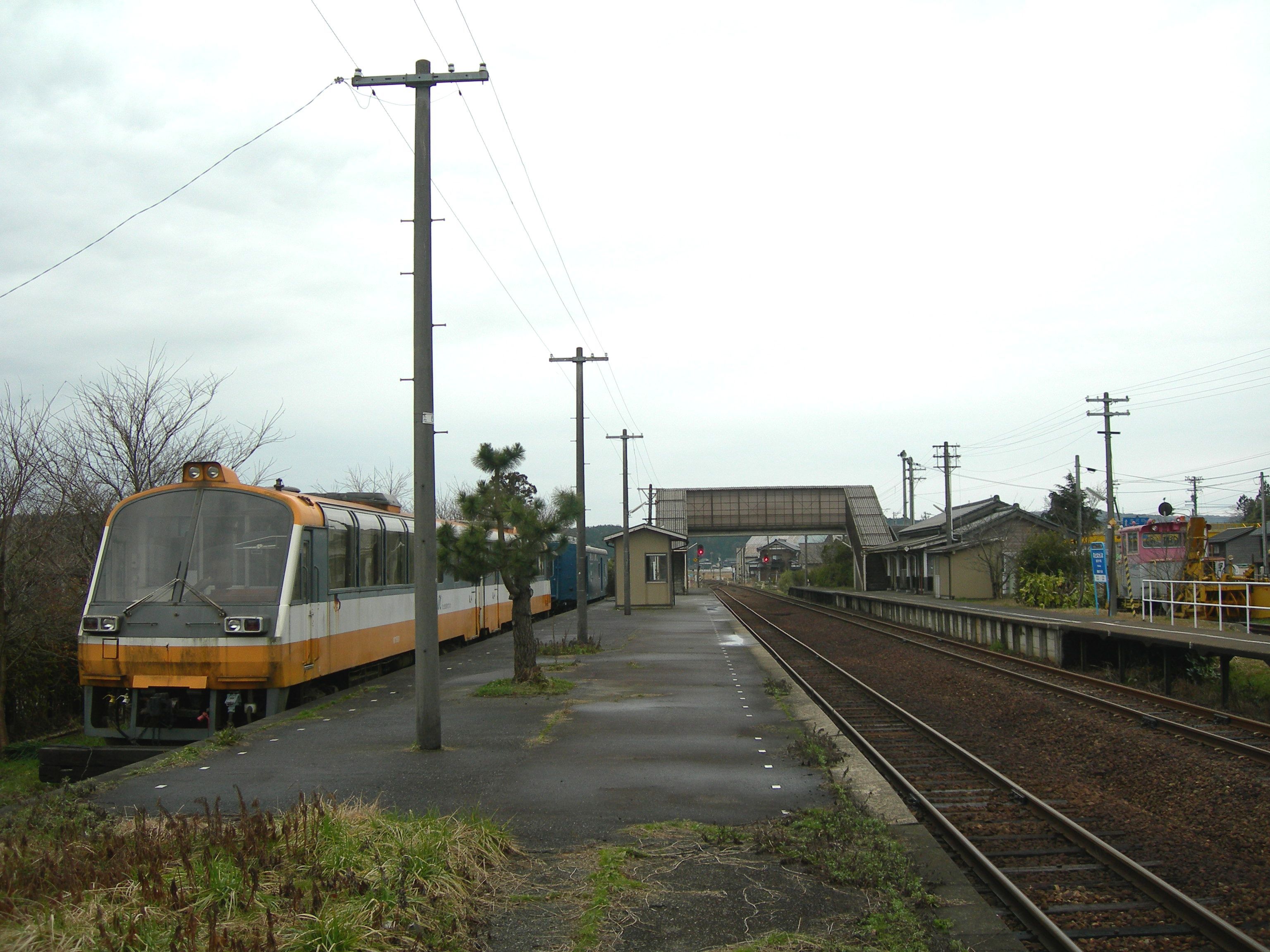
月台（2010年3月）
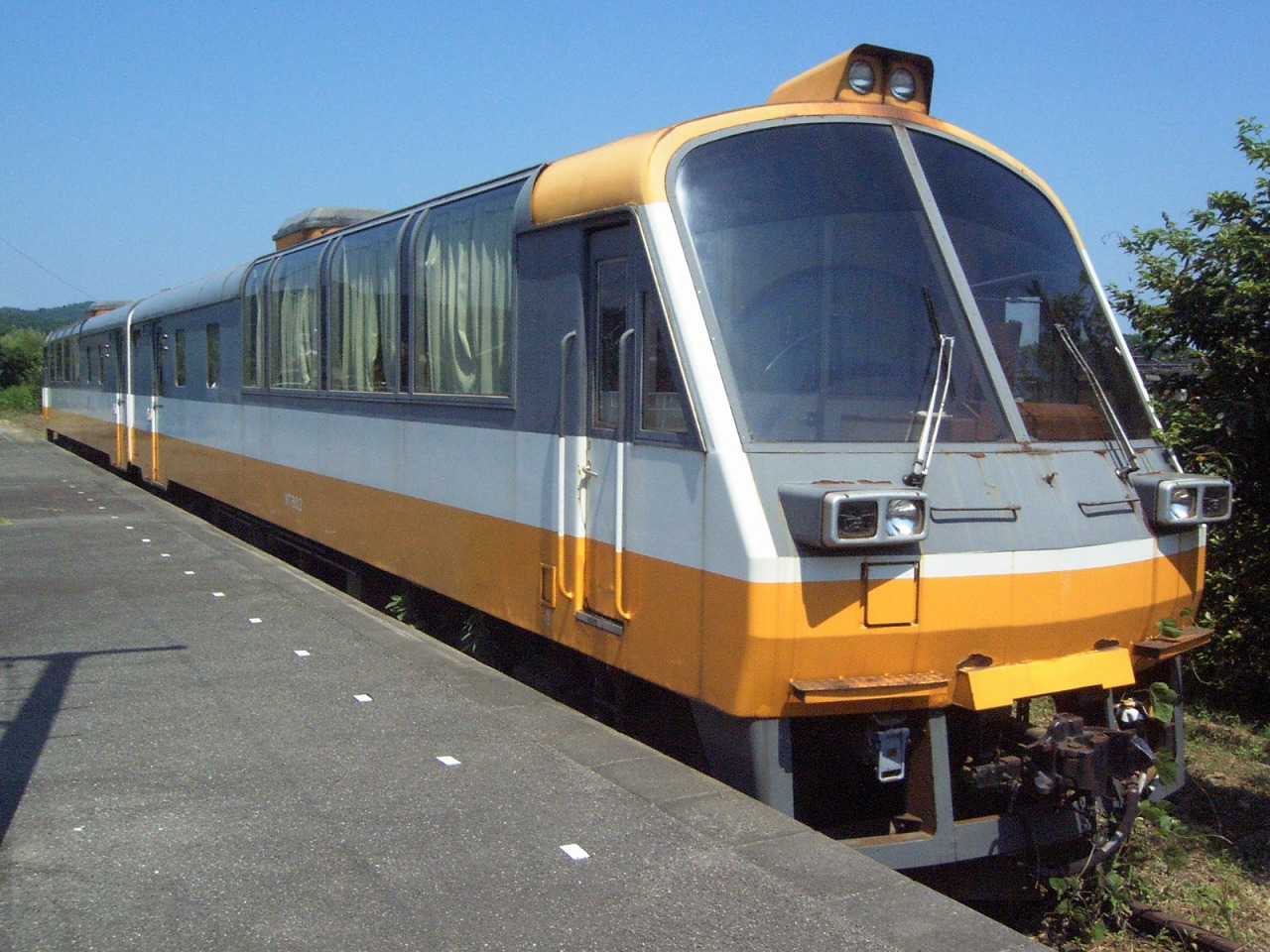
保存中的NT800形柴油列車（2007年）

## 車站構造
車站是一座地面車站，設有1面1線單式月台和1面2線島式月台，共有2面3線的月台。車站大樓位於1號月台（單式月台）側。各月台之間設有跨線橋連接。
車站東邊設有鐵道公園。在3號月台設有「鐵道公園口」出入口。

### 月台

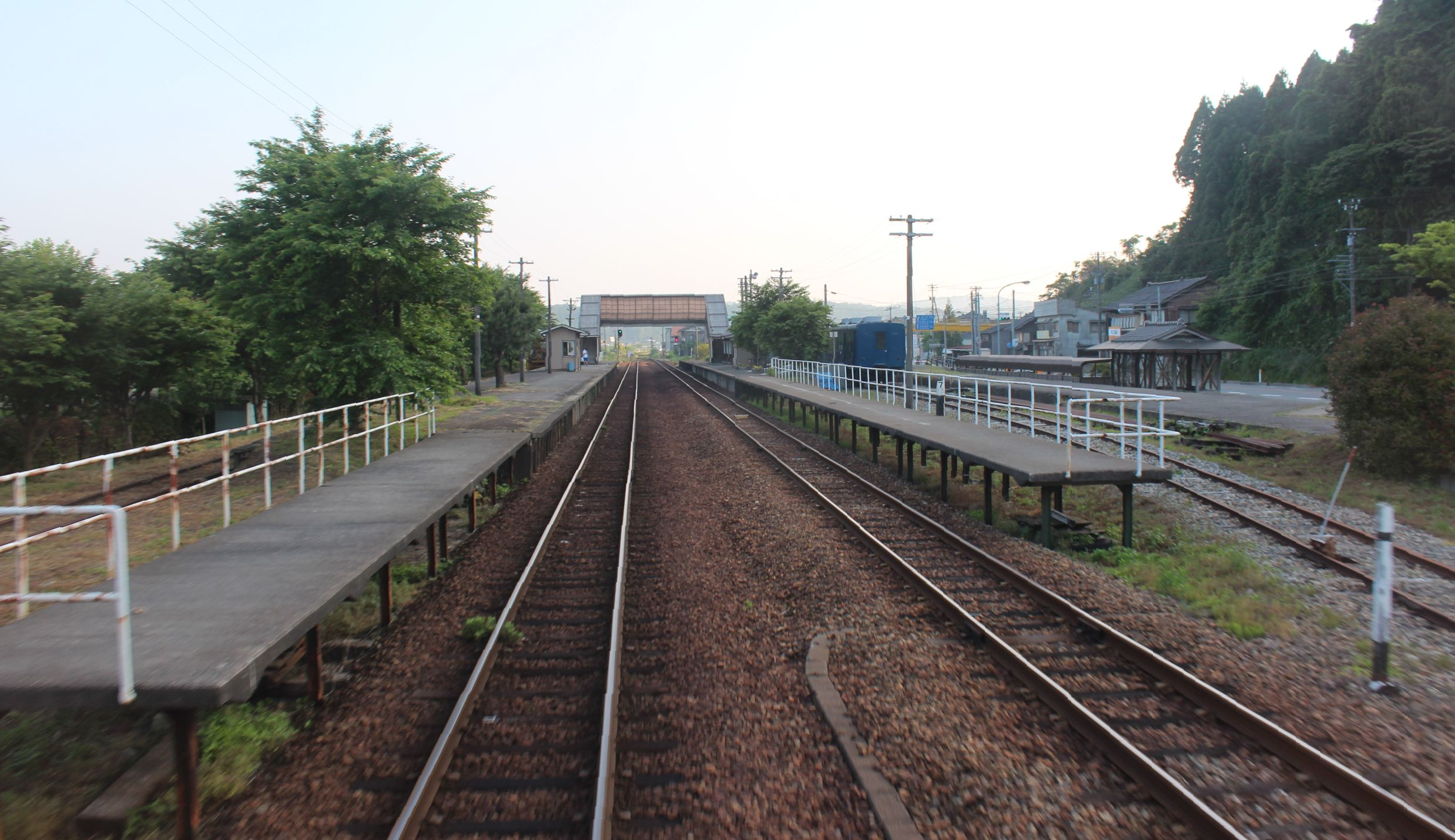
月台

| 月台 | 路線           | 上下行         | 方向           | 備註                        |
| ---- | -------------- | -------------- | -------------- | --------------------------- |
| 1    | ■七尾線        | 下行           | 穴水方向       |                             |
| 2    | ■七尾線        | 上行           | 七尾、金澤方向 | 從此站出發的列車使用1號月台 |
| 3    | （現時不使用） | （現時不使用） | （現時不使用） | （現時不使用）              |

- 月台

## 使用狀況
在2019年（令和元年）度，1日平均乘車人次為115人。
以下為1日平均乘車人次變化：
| 年度                                | 乘車人次 （人/日） | 年度 | 乘車人次 （人/日） |
| ----------------------------------- | ------------------ | ---- | ------------------ |
| 2001                                | 368                | 2011 | 156                |
| 2002                                | 291                | 2012 | 146                |
| 2003                                | 285                | 2013 | 139                |
| 2004                                | 280                | 2014 | 132                |
| 2005                                | 300                | 2015 | 145                |
| 2006                                | 285                | 2016 | 115                |
| 2007                                | 275                | 2017 | 129                |
| 2008                                | 225                | 2018 | 130                |
| 2009                                | 205                | 2019 | 115                |
| 2010                                | 151                | 2020 |                    |
| 參考資料：石川縣統計書 七尾市統計書 |                    |      |                    |

## 車站周邊
站前設有的士站，也有停車場和單車停泊場。
停車場
- 站前停車場：約20台（24小時）※ 免費

單車停泊場
- 站前單車停泊場：約30台（24小時）※ 免費

西出口
- 中島地區社區中心（舊七尾市政廳（日语：七尾市役所）中島市民中心，舊中島町（日语：中島町 (石川県)）公所）
- 中島郵局
- 中島商店街
- 能登演劇堂（日语：能登演劇堂）
- 中島祭資料館·祭傳承館（日语：中島お祭り資料館・お祭り伝承館）
- 七尾市立中島保育園
- 七尾市立中島小學
- 七尾市立中島中學（暨社區中心）
- 七尾市中島學童棒球場（舊石川縣立中島高等學校（日语：石川県立中島高等学校））

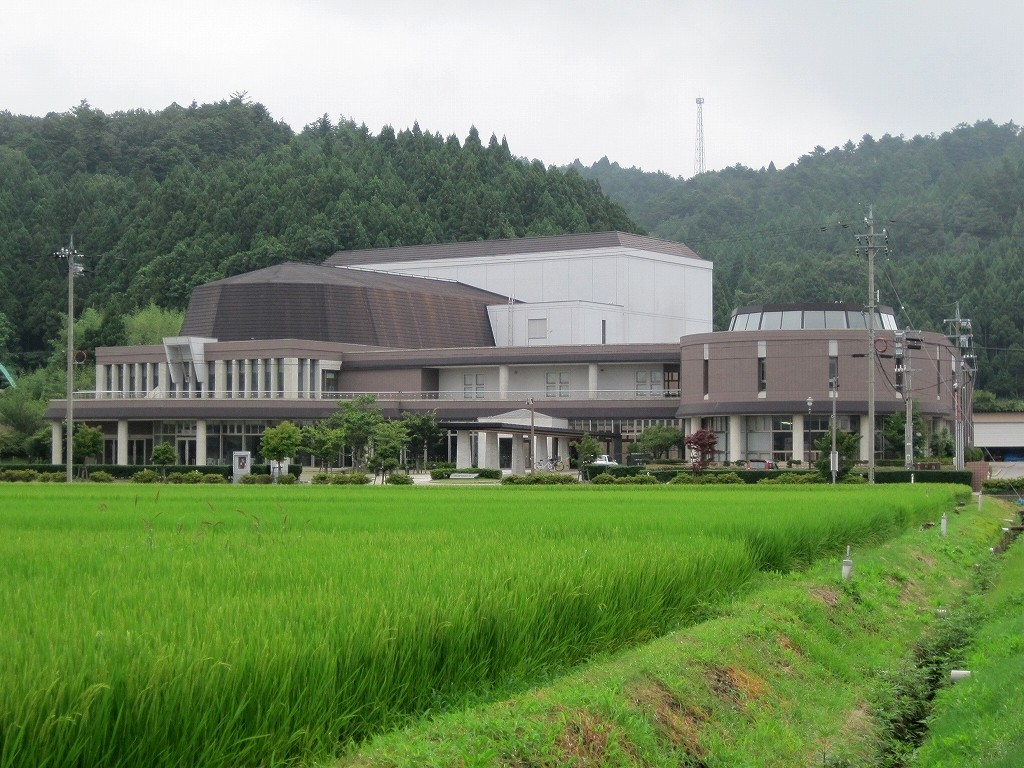
能登演劇堂

- 國道249號

鐵道公園口
- 鐵道公園
- 七尾市中島棒球場

- 能登演劇堂

## 巴士路線
站前設有七尾市社區巴士（中島元氣巴士）「中島站前」巴士站。
- 西岸方向　（前往健康）[16]
- 笠師保方向（前往健康）[17]
- 豐川方向　（前往健康）[18]

廢止路線
- 豐川線（前往三明、萩谷）
- 七富線（前往七尾站）
- 七富線（前往富來、西谷內）

## 相鄰車站
能登鐵道
■七尾線
笠師保－能登中島－西岸

## 注腳
1. 1 2  中島町 1996，第676頁.
2. 1 2 3 4  朝日 2010，第19頁.
3. 1 2  岩間 2016，第112頁.
4. 1 2  岩間 2016，第113頁.
5. 1 2  朝日 2011，第15頁.
6. 1 2 3  . 乗りものニュース. 2019-04-07  [2021-09-01]. （原始内容存档于2021-10-26） （日语）.
7. 1 2  . 朝日新聞數碼. 2019-05-18  [2021-09-01]. （原始内容存档于2019-05-21） （日语）.
8. 1 2 3  . 讀賣新聞Online. 2020-10-17  [2021-09-01]. （原始内容存档于2021-05-03） （日语）.
9. ↑  . Response.. 2015-04-19  [2020-06-21]. （原始内容存档于2021-09-19） （日语）.
10. ↑  . 北陸中日新聞Web. 2020-09-01  [2021-09-01]. （原始内容存档于2020-09-08） （日语）.
11. 1 2  変遷I 1998，第92頁.
12. 1 2  七尾市 2013，第264頁.
13. 1 2  朝日 2011，第21頁.
14. ↑  中島町 1996，第677頁.
15. ↑   (PDF). 石川県: 104. 2021-03  [2021-04-12]. （原始内容存档 (PDF)于2021-11-09） （日语）.
16. ↑  中島げんきバス（西岸方面）時刻表 （页面存档备份，存于）（日語）
17. ↑  中島げんきバス（笠師保方面）時刻表 （页面存档备份，存于）（日語）
18. ↑  中島げんきバス（豊川方面）時刻表 （页面存档备份，存于）（日語）

## 外部連結
- 七尾線、能登中島站 （页面存档备份，存于）（日語） - 能登鐵道